# Into the Rush
| Оценки критиков     | Оценки критиков |
| Источник            | Оценка          |
| ------------------- | --------------- |
| About.com           | [ 1 ]           |
| Allmusic            | [ 2 ]           |
| Christianity Today  | [ 3 ]           |
| Common Sense Media  | [ 4 ]           |
| Jesus Freak Hideout | [ 5 ]           |
| Kidz World          | [ 6 ]           |

Into the Rush — дебютный полноформатный студийный альбом поп-рок группы 78violet, ранее известной как Aly & AJ, вышел 16 августа 2005 года на звукозаписывающем лейбе Hollywood Records. Альбом включает в себя синглы группы «Rush» и «Do You Believe in Magic». Делюкс издание (иначе говоря «переиздание») альбома вышло 8 августа 2006 года, включает в себя три новые песни, три новых микса и бонус на DVD.

## Об альбоме
Into the Rush в целом получил положительные отзывы от критиков и стал коммерчески успешным альбом, Into the Rush было продано более 808000 копий в декабре 2007 года и был признан Золотым для продажи более 500 тысяч экземпляров по состоянию на 20 марта 2006 . Альбом позже продал более миллиона копий по всему миру. Альбом, в сочетании с продажей Deluxe Edition, стал одним из самых продаваемых альбомов в США в 2006, Into the Rush занял 112 место на Billboard 200 Albums в конце 2006 года.

## Отзывы критиков
Альбом получил смешанные отзывы от критиков. Fran Grauman из About.com дал альбому 4-звездочный рейтинг, восхваляя «тонну талантов» Aly и AJ и их «опыт». Allmusic дал альбому смешанный обзор, заявив, что «не решается дальше, чем предлагают несколько баллад расширение прав и возможностей», и дали альбому 2,5 звезды. AMG похвалил их за то, что реальная способность петь, ссылаясь на "Aly & AJ действительно могут петь — в их вокале больше личности, чем у других звёзд Диснея, как Хайден Панеттьери или Caleigh Piters — и меры пятно, не прибегая к кричаще пустой пап «. Обзор заканчивается Into The Rush является на слух, симпатичным, и больше памятных, чем у любых других альбомов Диснея».
Альбом, в сочетании с продажей Deluxe Edition, стала 112-й самым продаваемым альбомом в США в 2006 году.

## Позиции в чартах
Into The Rush дебютировал под номером тридцать шесть, продано 25000 копий в первую неделю продаж. Альбом провел 40 недель на Billboard 200. Последняя позиция альбома была 123 до падения на следующей неделе. Альбом продавался более 25.000 экземпляров в неделю в течение почти 30 недель. Альбом был продан тиражом более 808000 копий. Всего в Соединенных Штатах и более 1000000 копий по всему миру.

## Rush
«Rush» был первым официальным основным синглом дуэта. Песня была выпущена на Радио Дисней в октябре 2005 года, но получил реальный успех, когда он вышел в феврале 2006 года. Таким образом, песня имеет два музыкальных клипов, один для Диснея и один для основного телевидение, которое было снято Марком Уэббом. Песня в конце концов достигла пятьдесят девятого места (# 59) на Billboard Billboard Hot 100. "Chemicals React является вторым основным синглом, как и первым действующим и включённым в издание Делюкс Into The Rush. Музыкальное видео было снято Крисом Аппельбаум и в основнос Aly & AJ исполняли песню на сцене. Песня стала их второй песней на Hot 100, достигнув номера 50 лучших достижении (# 50). Его умеренный успех в США, привел к международному (европейскому) выпуску, но не удалось создать успех.

## Другие синглы
«Do You Believe in Magic» — была первым синглом, до выхода сингла «Rush», и стала их первым основным синглом. Это кавер-версия оригинала, который пел Lovin Spoonful в 1965 году. Песня была выпущена на Radio Disney, и выпущена на iTunes Вскоре после этого, стала цифровым синглом. Клип также присутствует на песню, девушки показаны в комнате, и пели песню, используя свои гитары с дополнительными сценами с их играми.
«No One» также был одним из синглов на "Radio Disney с музыкальным видео. Музыка видео показывает сцены из фильма Принцесса льда, вместе с девочками в доме, глядя в окно, смотрели письма и играли на гитаре ещё раз.
«Walking On Sunshine», кавер песни группы Katrina & Wawes, был третий и последний на Радио Дисней. Песня также имеет музыкальное видео, сокращенное до 1:31, хотя, рассматривая их прибытия и исполнения песню перед съемочной группы. Наряду с этими сценами, они показали поющую песню перед тропическим и закат фон, также унесли на доски для серфинга.
«Never Far Behind» — был их первым не для Диснея релиза, но Кристиан (Rock), выпустил песню, в марте 2006 года. Сингл также был их первый синглом без музыкального видео. Песня также появляется на выпуске оригинального альбома, а затем пошёл на переиздание. Песня достигла номера двадцать восемь (# 28) в Billboard Hot Christian Songs.
«On The Ride» — был четвёртым синглом Диснея, выпущенный в то же время, что и «Never Far Behind». Он также получил цифровой релиз. «On The Ride» был саундтреком в фильме Cow Belles от Disney Channel, в котором девушки играют главную роль. Музыкальное видео сцены из фильма объединены в нём.
«Shine» был записан для делюкс альбома, который будет включён в делюкс издание альбома. Он стал их второй и последний для Christian release в декабре 2006 года, но не соответствует успеху Never Far Behind.
Новая версия «Something More», которая представлена на Deluxe Edition, была последняя песней с альбома, который был выпущена на Radio Disney. Это и есть их первый сингл Диснея без видео.

## Список композиций
| №   | Название                  | Автор(ы)                                                                         | Producer(s)                     | Длительность |
| --- | ------------------------- | -------------------------------------------------------------------------------- | ------------------------------- | ------------ |
| 1.  | «Rush»                    | Alyson Michalka, Amanda Michalka, Leah Haywood, Daniel James                     | Daniel James, Leah Haywood      | 3:11         |
| 2.  | «No One»                  | Alyson. Michalka, Amanda. Michalka, C. Tornes                                    |                                 | 2:58         |
| 3.  | «Collapsed»               | Alyson. Michalka                                                                 | Daniel James, Leah Haywood      | 2:53         |
| 4.  | «Something More»          | Alyson. Michalka, Amanda. Michalka, Carrie Michalka                              | Daniel James, Leah Haywood      | 3:36         |
| 5.  | «On the Ride»             | Alyson Michalka, Amanda Michalka, C. Michalka, Adam Watts, Andy Dodd             | Adam Watts, Andy Dodd           | 3:31         |
| 6.  | «Speak for Myself»        | Alyson Michalka, Amanda Michalka, Watts, Dodd                                    | Adam Watts, Andy Dodd, Jon Lind | 3:10         |
| 7.  | «Out of the Blue»         | Amanda. Michalka, Carrie. Michalka                                               | Daniel James, Leah Haywood      | 2:58         |
| 8.  | «In a Second»             | Alyson. Michalka, Amanda. Michalka, James, Haywood                               | Daniel James, Leah Haywood      | 3:35         |
| 9.  | «I Am One of Them»        | Alyson. Michalka, Amanda. Michalka, Carrie. Michalka                             | Daniel James, Leah Haywood      | 3:25         |
| 10. | «Sticks and Stones»       | Alyson. Michalka, Amanda. Michalka, Carrie. Michalka, Tim James, Antonina Armato | Antonina Armato, Tim James      | 3:37         |
| 11. | «Protecting Me»           | Amanda. Michalka                                                                 | Daniel James, Leah Haywood      | 2:59         |
| 12. | «Slow Down»               | Alyson. Michalka, Amanda. Michalka, Watts, Dodd                                  |                                 | 3:55         |
| 13. | «Do You Believe in Magic» | John Sebastian                                                                   | Matthew Gerrard                 | 2:14         |
| 14. | «Walking on Sunshine»     | Kimberley Rew                                                                    | Matthew Gerrard                 | 3:54         |

| №   | Название           | Автор(ы)                                       | Producer(s)                | Длительность |
| --- | ------------------ | ---------------------------------------------- | -------------------------- | ------------ |
| 15. | «Never Far Behind» | Jeremy Bose, Paul Robert Evens, Matt Bronleewe | Antonina Armato, Tim James | 3:19         |
| 16. | «Rush»             |                                                | Live Show Mix              |              |
| 17. | «No One»           |                                                | Live Show Mix              |              |

### Deluxe Edition
CD
1. «Chemicals React» — 2:55 (Aly Michalka, AJ Michalka, Antonina Armato, Tim James)
2. «Shine» — 3:25 (Aly Michalka, AJ Michalka, Antonina Armato, Tim James, Nick Scapa)
3. «Never Far Behind» — 3:19
4. «Something More» — 3:36 (New Version)
5. «Collapsed» — 2:53 (New Version)
6. «Rush» — 3:11
7. «No One» — 2:58
8. «On the Ride» — 3:31
9. «In a Second» — 3:35
10. «Speak for Myself» — 3:10
11. «Out of the Blue» — 2:58
12. «I Am One of Them» — 3:25
13. «Sticks and Stones» — 3:47
14. «Protecting Me» — 2:59
15. «Slow Down» — 3:55
16. «Do You Believe in Magic» — 2:14
17. «Walking on Sunshine» — 3:54

DVD
1. «Chemicals React» (Music Video)
2. «Rush» (Music Video)
3. «On the Ride» (Music Video)
4. «Chemicals React» (Simlish Music Video)

## Чарты
| Чарт (2005)            | Место | Продажи |
| ---------------------- | ----- | ------- |
| U.S. Billboard 200     | 36    | 800,000 |
| Year-End Charts (2006) |       | 800,000 |
| United States          | 112   | 800,000 |

### Сертификации
| Territory     | Certifier                                 | Certification | Sales   |
| ------------- | ----------------------------------------- | ------------- | ------- |
| United States | Recording Industry Association of America | Gold          | 800,000 |

## История релиза
| Country       | Date             | Label             | Edition  |
| ------------- | ---------------- | ----------------- | -------- |
| Canada        | August 16, 2005  | Hollywood Records | Standard |
| United States | August 16, 2005  | Hollywood Records | Standard |
| Japan         | February 8, 2006 | Avex Trax         | Standard |
| Canada        | August 8, 2006   | Hollywood         | Deluxe   |
| United States | August 8, 2006   | Hollywood         | Deluxe   |